# World Athletics Indoor Tour
De World Athletics Indoor Tour is een jaarlijkse serie atletiekwedstrijden die sinds 2016 georganiseerd wordt. Het circuit vindt plaats onder auspiciën van de World Athletics. De World Indoor Tour bestaat uit zes internationale topwedstrijden.

## Puntensysteem
Elk van de zes wedstrijden bevat verschillende onderdelen die meetellen voor het klassement, daarnaast kan een wedstrijd ook onderdelen bevatten die daar geen onderdeel van uitmaken. Bij elke wedstrijd zijn er voor de top vier punten te winnen:
- 1e plaats: 10 punten
- 2e plaats: 7 punten
- 3e plaats: 5 punt
- 4e plaats: 3 punt

De winnaar van het eindklassement wint een aanzienlijk geldbedrag.

## Wedstrijdkalender 2018
Op de kalender van 2018 staan de volgende 6 wedstrijden:
| Datum  | Wedstrijd                     | Stadion         | Plaats     | Land                |
| ------ | ----------------------------- | --------------- | ---------- | ------------------- |
| 13 feb | Indoor Meeting Karlsruhe      | Messehalle      | Karlsruhe  | Duitsland           |
| 6 feb  | PSD Bank Meeting Dusseldorf   | Arena-Sportpark | Düsseldorf | Duitsland           |
| 30 feb | Madrid Indoor Meeting         | Estadio Gallur  | Madrid     | Spanje              |
| 10 feb | New Balance Indoor Grand Prix | Reggie Lewis    | Boston     | Verenigde Staten    |
| 15 feb | Copernicus Cup                | Torun Arena     | Torun      | Polen               |
| 25 feb | Müller Indoor Grand Prix      | Emirates Arena  | Glasgow    | Verenigd Koninkrijk |

## Erelijst

### Mannen

#### Loopnummers
| Jaar | 60 m            | 400 m        | 800 m        | 1500 m                    | 3000 m                  | 60 m h         |
| 2016 | Michael Rodgers | -            | Adam Kszczot | -                         | Augustine Kiprono Choge | -              |
| 2017 | -               | Pavel Maslál | -            | Bethwell Kiprotich Birgen | -                       | Orlando Ortega |
| 2018 | Su Bingtian     | -            | Adam Kszczot | -                         | Yomif Kejelcha          | -              |

#### Technische nummers
| Jaar | Verspringen            | Hink-stap-springen | Hoogspringen  | Polsstokhoogspringen | Kogelstoten  |
| 2016 | -                      | Omar Craddock      | -             | Shawnacy Barber      | Tim Nedow    |
| 2017 | Godfrey Khotso Mokoena | -                  | Donald Thomas | -                    | -            |
| 2018 | -                      | Nelson Évora       | -             | Piotr Lisek          | Tomáš Staněk |

### Vrouwen

#### Loopnummers
| Jaar | 60 m        | 400 m            | 800 m         | 1500 m             | 3000 m               | 60 m h            |
| 2016 | -           | Lisanne de Witte | -             | Axumawit Embaye    | -                    | Nia Ali           |
| 2017 | Gayon Evans | -                | Joanna Jozwik | -                  | Hellen Onsando Obiri | -                 |
| 2018 | -           | Léa Sprunger     | -             | Beatrice Chepkoech | -                    | Christina Manning |

#### Technische nummers
| Jaar | Verspringen               | Hink-stap-springen | Hoogspringen               | Polsstokhoogspringen | Kogelstoten  |
| 2016 | Lorraine Ugen             | -                  | Marie-Laurence Jungfleisch | -                    | -            |
| 2017 | -                         | Patricia Mamona    | -                          | Nicole Büchler       | Anita Marton |
| 2018 | Sosthene Moguenara-Taroum | -                  | Maria Lasitskene           | -                    | -            |